# Love You More
《Love You More》是日本音樂團體GENERATIONS的第3张单曲，於2013年5月15日由rhythm zone发售。

## 概要
- A面曲《Love You More》是品牌Samantha Thavasa《Samantha Vega×Kawaii×Art》的電視廣告歌曲。
- 與前作相同，此單曲收錄了上一張單曲的英語版本。
- 此單曲有2個版本，分別有「CD+DVD」和「CD ONLY」。「CD+DVD」收錄了《Love You More》的Music Video。
- 在5月27日於公信榜单曲週排行榜取得第3位。

## 收錄内容

### CD
1. Love You More
（作詞：岡田マリア、作曲：SKY BEATZ・SHIKATA・Chris Hope・J Faith）
2. My Eyes On You
（作詞：SHIROSE、作曲：BACHLOGIC・Mats Lie Skare・SHIROSE）
3. Love You More (Instrumental)
4. My Eyes On You (Instrumental)
5. ANIMAL（English version）
（作詞：SUNNY BOY、作曲：Erik Lidbom・Jon Hallgren、編曲：Erik Lidbom）

### DVD
1. Love You More（Music Video）